# Элиаким бен-Авраам
Элиаким бен-Авраам (англ. Eliakim ben Abraham [Jacob Hart], также англ. Eliakim ben Abraham Hart [John Hart]) — английский каббалист и еврейский грамматик.
Сын некого Авраама, жил в Лондоне на рубеже XVIIII и XIX веков.
Кабалист огромной эрудиции и наделённый тонким критическим умом, продемонстрированным им в трактате «Zuf Nobelot» (1799). Особо почитается современными кабалистами за развитие теории «יאמ שין» (лат. «creatio ex nihilo»; миросотворения из ничего) — камня преткновения для многих религиозных мыслителей. В процессе самоосознания Бога — говорит Элиаким в первой главе «Zuf Nobelot» — первоначальное пространство (первичный воздух), которое, хотя и считается ничем (אמ) в отношении непознаваемого Бога («Эйн Соф»), является основой мира.

## Трактаты
- 10 трактатов, носящих общее заглавие «Asarah Maamarot» («Десять статей»), из них к началу XX века были изданы лишь первые пять[3]:

1) «Milchamot Adonai» («Войны Господа») — трактат по философии и религии (изд. Лондон, 1794—1799);
2) «Binah le-Ittim» («Мудрость не медлит») — о вычислении «конца дней» в книге пророка Даниила (изд. Лондон, 1794—1799);
3) «Zuf Nobelot» — сокращённое изложение сочинения Дельмедиго «Nobelot Chochmah» с критическими добавлениями (изд. Лондон, 1799);
4) «Maajan Gannim» — сокращенное изложение сочинения И. Гикатиллы «Ginnat Egoz» (изд. Берлин, 1803);
5) «En ha-Koreh» — по еврейской вокализации, где автор старается доказать правильность ашкеназского произношения (изд. Берлин, 1803);
6) «Beer Majjim Ghajjim» — трактат об эманации;
7) «Maajan Chatum» — извлечения из писаний лурианской школы на «Сефер Иецира»;
8) «Dibre Emet» — по каббале;
9) «Schaar Cheschbon» — o числах и числовых комбинациях в каббале;
10) «Arzot ha-Chajim» — заметки к Библии и Талмуду.
- «En Mischpat» — еврейская грамматика (Родельхайм[англ.] во Франкфурте-на-Майне, 1803)[3].